# The Sweetest Apu
«The Sweetest Apu» («Сладенький Апу») — девятнадцатый эпизод тринадцатого сезона мультсериала «Симпсоны». Впервые вышел в эфир 5 мая 2002 года.

## Сюжет
В Спрингфилде разыгрывается постановка Американской Гражданской Войны. Симпсоны принимают участие на стороне северян. Перед решающей битвой Гомер заходит в магазин к Апу и берёт оттуда большой бочонок пива для победителей. Тем временем Апу уже порядком поднадоела его тяжёлая семейная жизнь, которую немного освещает Сиропная Дама — молодая девушка, доставляющая сироп в его супермаркет и неравнодушная к самому Апу. Тем временем начинается битва между Севером и Югом. Северяне почти побеждают южан, но тут к ним на подмогу прибывают ветераны Второй Мировой войны на танках во главе с Дедушкой Симпсоном (они сидели в парке на мемориальном параде и, услышав крики о помощи, решили помочь почти побеждённым южанам). Позже к ним присоединяется Профессор Фринк на своём механическом гигантском пауке (как в фильме «Дикий, дикий Вест»), на чём и заканчивается постановка. Гомер просит Мардж отвести детей домой, а сам едет в магазин «На Скорую Руку», чтобы вернуть Апу его пивной бочонок, который сильно пострадал во время битвы. Придя в магазин, Гомер слышит странное хихиканье из кладовки и решает заглянуть туда. То, что он видит, его шокирует: Апу изменяет жене, занимаясь любовью с Сиропной Дамой! В ужасе Гомер пятится до самого дома и своей кровати, но даже во сне ему снится, что он и дальше пятится от увиденного.
Гомеру снится Апу со своей любовницей. В ужасе Гомер просыпается. Мардж понимает, что что-то случилось, но Гомер не хочет рассказывать о случившемся. Его правый глаз начинает быстро двигаться в разные стороны и благодаря этому необычному коду Мардж узнаёт, что Апу изменил Манджуле. Как раз сегодня они собирались прийти на бадминтон, поэтому Гомер и Мардж пытаются не сказать ничего лишнего, что получается с трудом. После этого Мардж смотрит видеокассету с записью свадьбы Апу и Манджулы и плачет. Она и Гомер решают спасти брак Апу. Первым делом Гомер говорит Апу, что знает его тайну, а Мардж советует неверному мужу расстаться с Сиропной Дамой, но та не собирается бросать Апу, очень даже наоборот. Апу по-прежнему ничего не говорит Манджуле, но однажды обман раскрывается: Манджула просматривает записи с камер видеонаблюдения из магазина Апу и на одной из них видит, чем её муж занимался на работе. За измену и её сокрытие Манджула выгоняет Апу из дома: он поселяется в апартаментах для холостяков и живёт по соседству с Кирком Ван Хутеном. Мардж не хочет, чтобы брак Апу и Манджулы был окончательно разрушен, и по отдельности приглашает их к себе домой на ужин. Но план по воссоединению семьи провалился — Манджула собирается подать документы на развод!
Манджула идёт в службу по оформлению разводов. Но её консультант оказался неадекватным, алчным и злобным, поэтому Манджула решила простить Апу (и вовремя: тот уже собирался повеситься), но с одним условием: он выполнит все желания, которые она написала ему в специальном списке, вроде порвать с Сиропной Дамой, похудеть, опубликовать собственные комиксы, сменить имя на Пса Смердящего и так далее. Апу выполняет все пункты из списка (в том числе бросает Сиропную Даму, из-за чего вместо сиропа он теперь продаёт компот с отвратительным вкусом и качеством), и Манджула прощает его и разрешает вернуться в семью. Ночью Апу и Манджула лежат в одной кровати и мечтают о том, чтобы к ним вернулась любовная искра. Они просто целуются. Учитывая последующую реакцию Гомера, который стоял на лестнице и наблюдал за парочкой, а после в ужасе начал пятиться домой вместе с лестницей, им всё-таки удалось разбудить погасшую любовь…